# Saint-Sever-du-Moustier
Saint-Sever-du-Moustier település Franciaországban, Aveyron megyében. Lakosainak száma 180 fő (2022. január 1.). Saint-Sever-du-Moustier Belmont-sur-Rance, Combret, Laval-Roquecezière, Murasson, Lacapelle-Escroux és Lacaune községekkel határos.

## Népesség
A település népessége az elmúlt években az alábbi módon változott:
| Lakosok száma | 419  | 282  | 228  | 226  | 234  | 213  | 201  | 194  | 189  | 180  |
|               | 1968 | 1982 | 1990 | 2006 | 2013 | 2015 | 2017 | 2019 | 2020 | 2022 |